# L'Île des vérités
L'Île des vérités était une émission de télé-réalité diffusée depuis le 5 décembre 2011 sur NRJ 12. L'émission se déroule dans une villa sur l'île de Moorea, en Polynésie française. La deuxième saison démarre le 5 novembre 2012. La troisième saison débute le 26 août 2013. La quatrième saison débute le 25 août 2014 et se termine le 14 novembre 2014. Il n'y aura pas de cinquième saison, faute d'audience[réf. nécessaire].
Depuis la seconde saison l'émission, dont l'animateur/guide est à présent Alexandre Taliercio, est suivie par L'Île des vérités 2, Le Mag (renommé Le Mag, le debrief lors de la troisième) présenté par Matthieu Delormeau et Ayem, accompagnés par plusieurs chroniqueurs ; elle est rapidement déprogrammée lors de la troisième, faute d'audience.

## Saison 1
Sept jeunes gens, quatre garçons et trois filles (rejoints plus tard par Steven et Iman), présentés comme faisant partie de la « jeunesse dorée » participent à cette émission. Durant leur séjour, ils sont invités à participer à des activités bénévoles (aides dans un centre de soins pour les tortues, jeux avec des enfants autochtones, ramassages d'ordures sur une plage, ouverture d'un bar pour les jeunes gens de l'île, etc.), aidé en cela par Rodo, leur guide sur l'île et lui-même champion de sport nautique. Les caméras suivent également les relations conflictuelles et amoureuses entre les « Robinsons », alors que diverses récompenses (nuits à l'hôtel, jeux avec les dauphins, jet-ski, etc.) et activités ludiques (séance de photographie, jeu des vérités, etc.) émaillent leurs journées. Des invités « guest » viennent également leur rendre visite. La finalité de l'émission reste néanmoins que chaque participant doit découvrir un « secret » ou une « révélation » au long de son aventure : la plupart du temps, il s'agit d'un proche voulant se confier ou remettre des conflits à plat.

### Candidats de la saison 1
- Martika Caringella[N 1] (Luana, sa mère)
- Medi (samia ,sa sœur)[N 2]
- Florent Ré[N 3] (Giuseppe son pire ennemi)
- Julia Flabat[N 4] ( Guy ,son père)
- Bea Kurtis (part a l'épisode 18)
- Ornella (son ex-meilleure amie)
- Victor (personne)
- Steven (de l'épisode 14 à 17)
- Iman (à partir de l'épisode 15)

### Guests
- Magloire[N 5], personnalité mondaine (de l'épisode 6 à 10)
- Shauna Sand[N 6], playmate (de l'épisode 10 à 16)
- Giuseppe Polimeno[N 7]  (de l'épisode 10 à  16)

## Saison 2
Cette saison-ci, la référence à la « jeunesse dorée » a disparu et les participants, cinq filles et cinq garçons, sont désormais appelés « résidents », à la place de « Robinsons ». Les principes de l’émission restent les mêmes (les personnes qui viennent pour chaque résident sont appelées des « Vérités »), alors qu’un défi supplémentaire est rajouté : construire une maison pour les enfants de l’île (un « fare pote'e »), avec l’association Puna Reo Piha'e'ina et supervisés par un chef de chantier, Gabriel (qui est parfois invité aux soirées des participants, voire à des rendez-vous amoureux). Pour cela, ils doivent participer à la construction de l’édifice, et récolter des fonds afin d’en payer les matériaux (ils vendent des objets, font du car-washing, une soirée dansante, etc.). L’île est la même que dans la première saison, mais le terme « Moorea » n’est plus utilisé, à la place du simple « Tahiti » ou « Temae ». Le guide de l’aventure est Alexandre Taliercio (surnommé « Alex »), bien que Rodo (le guide de la première saison) apparaisse à un moment pour faire pratiquer une activité sportive aux résidents. Il y a au total 40 épisodes.

### Candidats de la saison 2
| Nom du candidat     | Origine          | Âge    | Vérité                                      | Période                  |
| ------------------- | ---------------- | ------ | ------------------------------------------- | ------------------------ |
| Aurélie Dotremont   | Bruxelles        | 21 ans | Geoffrey, son ex                            | À partir de l'épisode 1  |
| Geoffrey Vandeloise | Bruxelles        | 27 ans | Aurélie, son ex                             | À partir de l'épisode 1  |
| Cindy Stoessel      | Paris            | 32 ans | Curtis, un prétendant                       |                          |
| Dimitri Cohen       | Paris            | 22 ans | Son ex-meilleur ami                         |                          |
| Pietro Cistulli     | Luxembourg       | 28 ans | Son ex-fiancée                              |                          |
| Samir Benzema       | Paris            | 24 ans | Son ex petite amie                          | À partir de l'épisode 4  |
| Florent Saugrain    | La Seyne sur Mer | 20 ans | Personne                                    | Abandon                  |
| Inès Lee            | Luxembourg       | 22 ans | Sa sœur                                     | À partir de l'épisode 4  |
| Léa Zeliah          | Paris            | 23 ans | Kerredine Soltani, un producteur de musique | À partir de l'épisode 1  |
| Priscilla Lya       | Paris            | 26 ans | Son ex petit ami                            | À partir de l'épisode 1  |
| Anita Dehaini       | /                | /      | /                                           | À partir de l'épisode 13 |
| Stéphanie           | /                | /      | /                                           | Episode 28 & 29          |
| Curtis              | /                | /      | /                                           | Episode 37 à 40          |

### Guests
- Marlène Mourreau[N 18], animatrice télévisée
- Willy Denzey, chanteur
- Quentin Elias, chanteur et mannequin

## Saison 3
Une troisième saison de L'Île des vérités sur NRJ12 est confirmée ; le tournage a débuté début juillet 2013 et ce, pendant deux mois, à Tahiti (les précédentes émissions ne duraient qu'un mois ; il est à noter qu'il s'agit de la même villa). Cette nouvelle saison est diffusée depuis le 26 août 2013. Alexandre Taliercio  (« Alex ») est pour la seconde fois le guide de l'aventure (bien que Rodo, guide de la première saison apparaisse à un moment comme dans la saison 2 pour faire pratiquer une activité sportive aux résidents) ; Gabriel reste quant à lui le chef de chantier de la mission humanitaire (de nouveau avec l'association Puna Reo Piha'e'ina), dont l'objectif est de construire deux maisons pour les enfants de l'île (des « fare pote'e ») à l'aide des 15 000 euros que les candidats ont pour but de rassembler afin de subvenir aux différents besoins d'achats pour mener à terme cette construction. La diffusion de la saison s'est achevée le 12 novembre 2013.

### Candidats de la saison 3
| Nom du candidat    | Origine         | Âge    | Vérité                            | Période                  |
| ------------------ | --------------- | ------ | --------------------------------- | ------------------------ |
| Manon Marsault     | Los Angeles     | 24 ans | Son cousin                        | À partir de l'épisode 1  |
| Laura Giraudi      | Aix-en-Provence | 22 ans | Son père                          | À partir de l'épisode 1  |
| Malika Bouhafs     | Paris           | 25 ans | La séparation avec sa sœur Monira | À partir de l'épisode 1  |
| Monira Bouhafs     | Paris           | 25 ans | La séparation avec sa sœur Malika | À partir de l'épisode 1  |
| Beverly Bello      | Alès            | 21 ans | Bruno, son ex                     | À partir de l'épisode 1  |
| Julien Bert        | Saint-Étienne   | 21 ans | Son meilleur ami                  | À partir de l'épisode 1  |
| Raphaël Pépin      | Compans         | 21 ans | Aurélie Van Daelen, son ex        | À partir de l'épisode 1  |
| Edeen              | Paris           | 24 ans | Son frère                         | Épisode 1 à 17           |
| Aurélie Van Daelen | Bruxelles       | 25 ans | Elle est la vérité de Raphaël     | À partir de l'épisode 2  |
| Alice              | Strasbourg      | 21 ans | Son ex                            | Épisodes 5 à 26          |
| Ju Galendo         | Toulon          | 30 ans | Sa petite amie                    | À partir de l'épisode 5  |
| Zarko Stojanovic   | Paris           | 25 ans | Caroline Boutier, une amie        | À partir de l'épisode 11 |
| Zelko Stojanovic   | Paris           | 25 ans | Caroline Boutier, une amie        | À partir de l'épisode 11 |
| Astrid Poubel      | Paris           | 31 ans | Aucune                            | À partir de l'épisode 28 |

### Guests
- Organiz, chanteurs (de l'épisode 3 à 7)
- Jeremstar, blogueur people[N 29] (de l'épisode 14 à 21)
- Danièle et Béatrice, présentatrices de C'est du propre ! (de l'épisode 25 à 31)
- Monia (des Whatfor), chanteuse[N 30] (à partir de l'épisode 46)

### Audiences de la saison
- 2 épisodes ont été diffusés le jour du lancement, soit le lundi 26 août.
- Les scores les plus élevés sont notés en gras.

## Saison 4
Une quatrième saison de L'île des Vérités sur NRJ12 est confirmée ; le tournage a débuté mi-juin 2014. Cette nouvelle saison est diffusée depuis le 25 août 2014. Alexandre Taliercio (« Alex ») est pour la troisième fois le guide de l'aventure. Un nouveau chef de chantier, Ismael, s'occupe des candidats durant la saison. Cette saison s'est achevée le vendredi 14 novembre 2014 avec le soixante-dixième épisode.

### Candidats de la saison 4
| Nom du candidat         | Origine       | Âge    | Vérité                                                       | Période                           |
| ----------------------- | ------------- | ------ | ------------------------------------------------------------ | --------------------------------- |
| Tatiana-Laurens Delarue | Paris         | 32 ans | Xavier, son mari qui a voulu renouveler les vœux de mariage  | De l'épisode 1 à 36 puis 41 à 70  |
| Xavier Delarue          | Paris         | 36 ans | Maeva, son ex                                                | De l'épisode 1 à 70               |
| Stan Pace               | Arles         | 24 ans | Auréa, sa meilleure amie                                     | De l'épisode 1 à 53 à 61 à 70     |
| Céline Dast             | Arcachon      | 27 ans | Philippe, son meilleur ami, lui avoue son amour pour elle.   | De l'épisode 1 à 53 puis 59 à 70  |
| Sarah Benmamar          | Saint-Étienne | 21 ans | Léo, son ex meilleur ami qu'elle n'avait pas vue depuis 1 an | De l'épisode 1 à 51 puis 56 à 70  |
| Chloey Bourgeois        | Paris         | 23 ans | Gilbert, son père qu'elle n'avait pas vue depuis 5 ans       | De l'épisode 1 à 55 puis 61 à 70  |
| Julian Fourreaux        | Cannes        | 23 ans | Son père qui l'a abandonné                                   | De l'épisode 1 à 11 puis 15 à 44  |
| Yoan Del Heyos          | Versailles    | 25 ans | Alizée, son ex avec qui il repart                            | De l'épisode 1 à 33               |
| Jennifer                | Vevey         | 24 ans | Inconnue, elle abandonne l'aventure avant                    | De l'épisode 1 à 18               |
| Manu Sempere            | Barcelone     | 24 ans | Abandon, il ne rencontre donc personne                       | De l'épisode 1 à 8                |
| Maeva Anissa            | Paris         | 37 ans | Elle est la vérité de Xavier                                 | De l'épisode 3 à 70               |
| Beverly Bello           | Mons (Gard)   | 22 ans | Aucune                                                       | De l'épisode 12 à 31 puis 35 à 70 |
| Mike Essouong-Mescudi   | Gennevilliers | 22 ans | Nora, sa mère qu'il n'avait plus revu depuis son enfance     | De l'épisode 12 à 34              |
| Aurélie Dotremont       | Bruxelles     | 23 ans | Aucune                                                       | De l'épisode 20 à 53 puis 57 à 70 |
| Benjamin Henou          | Nice          | 30 ans | Marine, son ex petite amie avec qui il repart                | De l'épisode 30 à 53 puis 57 à 61 |
| Boris Guichet           | Marseille     | 23 ans | Rachelle, son ex petite amie                                 | De l'épisode 36 à 53 puis 59 à 70 |
| Serena Fae              | Tertre        | 24 ans | Aucune                                                       | De l'épisode 47 à 70              |
| Giuseppe Tisserand      | Liège         | 25 ans | Aucune                                                       | De l'épisode 47 à 70              |

### Guest saison 4
- Alexandra (des L5), chanteuse[N 41] (de l'épisode 5 à 10)
- Marjorie (des L5), chanteuse[N 42] (de l'épisode 5 à 10)
- Jessy Matador, chanteur[N 43] (de l'épisode 13 à 22)

### Audiences
- Les scores les plus élevés sont notés en gras.

### Candidats
1. ↑  Martika a également participé à la cinquième saison du Bachelor, le gentleman célibataire, aux première et deuxième saisons de La Villa des Cœurs Brisés
2. ↑  Medi a participé à la première saison de Pékin Express
3. ↑  Florent a également participé à la première saison de Qui veut épouser mon fils ? et à la deuxième saison des Princes de l'Amour
4. ↑  Julia a également participé à la sixième saison de L'Île de la tentation et à la quatrième saison des Anges de la téléréalité
5. ↑  Magloire a également participé aux trois saisons de La Folle Route.
6. ↑  Shauna Sand a également participé à Hollywood Girls : Une nouvelle vie en Californie.
7. ↑  Giuseppe a également participé à Qui veut épouser mon fils ?, à  Carré ViiiP et à Giuseppe Ristorante, une histoire de famille.
8. 1 2  Aurélie a également participé à Carré ViiiP, aux deuxième et quatrième saisons de L'Île des vérités, par la suite à la cinquième saison des Anges de la téléréalité, à la saison "All Stars" des Anges : Les Vacances des Anges, à Moundir et les Apprentis Aventuriers ainsi qu'au Marseillais et les Ch'tis vs le Reste du Monde.
9. ↑  Geoffrey a également participé à Secret Story 5 sous le pseudonyme de Geof (Geoffrey étant un autre candidat du jeu) et à la huitième saison des Ch'tis.
10. ↑  Cindy a également participé à Qui veut épouser mon fils ?.
11. ↑  Pietro a également participé à L'Île de la tentation et a Giuseppe Ristorante, une histoire de famille.
12. ↑  Samir a également participé à À la recherche du grand amour et par la suite à la cinquième saison des Anges de la téléréalité, à la deuxième saison des Princes de l'amouret à la saison "All Stars" des Anges : Les Vacances des Anges.
13. ↑  Florent a également participé à Génération Mannequin 5 et à la troisième saison des Princes de l'amour.
14. ↑  Inès a également participé à la sixième saison du Bachelor, le gentleman célibataire
15. ↑  Léa a été la choriste de Clara Morgane et d'Inna Modja.
16. ↑  Priscilla a également participé en tant que guest à la cinquième saison des Anges de la téléréalité.
17. ↑  Curtis a également participé à L'amour est aveugle 2.
18. ↑  Marlène Mourreau a également participé à Première compagnie.
19. ↑  Manon a également participé à Moundir et les Apprentis Aventuriers ainsi qu'aux Marseillais et les Ch'tis vs le Reste du Monde
20. 1 2  Beverly a également participé à Carré ViiiP et à la troisième saison des Princes de l'amour.
21. ↑  Bruno a également participé à Secret Story 3.
22. ↑  Julien a par la suite participé à la sixième saison des Anges de la téléréalité et à la saison "All Stars" des Anges : Les Vacances des Anges
23. ↑  Raphaël a par la suite participé à la deuxième saison des Princes de l'amour, à la septième et huitième saison des Anges de la téléréalité et à la saison "All Stars" des Anges : Les Vacances des Anges
24. ↑  Aurélie a également participé à Secret Story 5 et également à la quatrième saison des Anges de la téléréalité.
25. ↑  Zarko a également participé à Secret Story 5 et La Revanche des ex.
26. 1 2  Caroline a également participé à Dilemme et La Maison du bluff 2
27. ↑  Zelko a également participé à Secret Story 5.
28. ↑  Astrid a également participé à la huitième saison de L'Île de la tentation, aux Anges de la téléréalité 1 & 2 et à la saison "All Stars" des Anges : Les Vacances des Anges
29. ↑  Jeremstar a également participé à la sixième saison des Anges de la téléréalité
30. ↑  Monia a également participé à la deuxième saison de Popstars, avec le groupe des Whatfor et à la deuxième saison des Anges de la téléréalité
31. ↑  Tatiana a également participé à Secret Story 1 ainsi qu'à la troisième saison de Friends Trip
32. ↑  Xavier a également participé à Secret Story 1 ainsi qu'à la  Friends Trip
33. ↑  Céline a également participé à Giuseppe Ristorante et à la première saison de La Villa des Cœurs Brisés
34. ↑  Chloey a également participé à la deuxième saison de Séduis-moi… si tu peux ! et à la troisième saison des Princes de l'amour
35. ↑  Yoan a également participé à la troisième saison de L'amour est aveugle ainsi qu'à la troisième saison de Friends Trip
36. ↑  Jennifer a également participé à la troisième saison de L'amour est aveugle
37. ↑  Maeva a également participé à la première saison de L'Île de la tentation et a fait partie de l'équipe de La Méthode Cauet
38. ↑  Mike a également participé à la cinquième saison des Anges de la téléréalité sous le nom de Mickaël.
39. ↑  Serena a également participé à la troisième saison des Ch'tis, dans Les Ch'tis vs Les Marseillais et aussi à la cinquième saison de La Maison du Bluff
40. ↑  Giuseppe a également participé à la troisième saison de La Belle et ses princes et à la première saison des Princes de l'amour
41. ↑  Alexandra a également participé à la première saison de Popstars, avec le groupe des L5
42. ↑  Marjorie a également participé à la première saison de Popstars, avec le groupe des L5
43. ↑  Jessy Matador a également participé au Concours Eurovision de la chanson 2010 et à la première saison de Dance Street

### Émission
1. ↑  Damien Mercereau, « La téléréalité victime de la nouvelle donne de NRJ 12 », sur lefigaro.fr, TVMag, 19 décembre 2014 (consulté le 2 octobre 2020).
2. ↑  « Zarko, Zelko (Secret Story) et Carré Viiip au générique de L’Île des vérités (...) », sur toutelatele.com, 6 août 2013 (consulté le 2 octobre 2020).
3. 1 2
4. 1 2
5. ↑  Benoît, « Toutes les audiences télé du lundi 25/08/14, en journée... », sur blog.com, Le Blog News & Programmes Télé, 26 août 2014 (consulté le 2 octobre 2020).
6. ↑  Benoît, « Toutes les audiences du mardi 26/08/14, en journée... », sur blog.com, Le Blog News & Programmes Télé, 27 août 2014 (consulté le 2 octobre 2020).
7. ↑  Benoît, « Toutes les audiences télé du mercredi 27/08/14, en journée... », sur blog.com, Le Blog News & Programmes Télé, 28 août 2014 (consulté le 2 octobre 2020).
8. ↑  « L’Île des vérités 4, toujours très loin des records espérés en access », sur toutelatele.com, 28 août 2014 (consulté le 2 octobre 2020).
9. ↑  Benoît, « Toutes les audiences télé du jeudi 28/08/14, en journée... », sur blog.com, Le Blog News & Programmes Télé, 29 août 2014 (consulté le 2 octobre 2020).
10. ↑  « L’Île des vérités 4 : les L5 ne boostent pas l’audience du programme », sur toutelatele.com, 29 août 2014 (consulté le 2 octobre 2020).
11. ↑  Benoît, « Toutes les audiences télé du vendredi 29/08/14, en journée... », sur blog.com, Le Blog News & Programmes Télé, 30 août 2014 (consulté le 2 octobre 2020).
12. 1 2  Benoît, « Toutes les audiences télé du lundi 1er/09/14, en journée... », sur blog.com, Le Blog News & Programmes Télé, 2 septembre 2014 (consulté le 2 octobre 2020).
13. ↑  Benoît, « Toutes les audiences télé du mardi 2/09/14, en journée... », sur blog.com, Le Blog News & Programmes Télé, 3 septembre 2014 (consulté le 2 octobre 2020).
14. ↑  « L’Île des vérités : Jessy Matador séduit Sarah, Maeva recadre Jennifer, et NRJ12 en petite (...) », sur toutelatele.com, 3 septembre 2014 (consulté le 2 octobre 2020).
15. ↑  « L’île des vérités 4 : le rupture entre Maeva et Mike n’intéresse pas le public sur (...) », sur toutelatele.com, 4 septembre 2014 (consulté le 2 octobre 2020).
16. ↑  Benoît, « Toutes les audiences télé du jeudi 4/09/14, en journée... », sur blog.com, Le Blog News & Programmes Télé, 5 septembre 2014 (consulté le 2 octobre 2020).
17. ↑  « L’île des vérités 4 : Maeva et Chloey attaquent Jennifer, ont-elles été trop loin (...) », sur toutelatele.com, 5 septembre 2014 (consulté le 2 octobre 2020).
18. ↑  Benoît, « Toutes les audiences télé du vendredi 5/09/14, en journée... », sur blog.com, Le Blog News & Programmes Télé, 6 septembre 2014 (consulté le 2 octobre 2020).
19. ↑  Benoît, « Toutes les audiences télé du mardi 9/09/14, en journée... », sur blog.com, Le Blog News & Programmes Télé, 10 septembre 2014 (consulté le 2 octobre 2020).
20. ↑  Benoît, « Toutes les audiences télé du mercredi 10/09/14, en journée... », sur blog.com, Le Blog News & Programmes Télé, 11 septembre 2014 (consulté le 2 octobre 2020).
21. ↑  Benoît, « Toutes les audiences télé du jeudi 11 septembre 2014, en journée... », sur blog.com, Le Blog News & Programmes Télé, 12 septembre 2014 (consulté le 2 octobre 2020).
22. 1 2  Benoît, « Toutes les audiences télé du vendredi 12/09/14, en journée... », sur blog.com, Le Blog News & Programmes Télé, 13 septembre 2014 (consulté le 2 octobre 2020).
23. ↑  « L’Île des vérités toujours en difficulté sur NRJ12 », sur toutelatele.com, 13 septembre 2014 (consulté le 2 octobre 2020).
24. ↑  Benoît, « Toutes les audiences télé du mardi 16 septembre 2014, en journée... », sur blog.com, Le Blog News & Programmes Télé, 17 septembre 2014 (consulté le 2 octobre 2020).
25. ↑  Benoît, « Toutes les audiences télé du mercredi 17/09/14, en journée... », sur blog.com, Le Blog News & Programmes Télé, 18 septembre 2014 (consulté le 2 octobre 2020).
26. ↑  Benoît, « Toutes les audiences télé du jeudi 18/09/14, en journée... », sur blog.com, Le Blog News & Programmes Télé, 19 septembre 2014 (consulté le 2 octobre 2020).
27. ↑  Benoît, « Toutes les audiences télé du vendredi 19/09/14, en journée... », sur blog.com, Le Blog News & Programmes Télé, 20 septembre 2014 (consulté le 2 octobre 2020).
28. ↑  Benoît, « Toutes les audiences télé du lundi 22/09/14, en journée... », sur blog.com, Le Blog News & Programmes Télé, 23 septembre 2014 (consulté le 2 octobre 2020).
29. ↑  « L’Île des vérités 4 : les pleurs de Beverly riment avec records chez NRJ12 », sur toutelatele.com, 23 septembre 2014 (consulté le 2 octobre 2020).
30. ↑  Benoît, « Toutes les audiences télé du mardi 23/09/14, en journée... », sur blog.com, Le Blog News & Programmes Télé, 24 septembre 2014 (consulté le 2 octobre 2020).
31. ↑  Benoît, « Toutes les audiences du mercredi 24/09/14, en journée... », sur blog.com, Le Blog News & Programmes Télé, 25 septembre 2014 (consulté le 2 octobre 2020).
32. ↑  Benoît, « Toutes les audiences télé du jeudi 25/09/14, en journée... », sur blog.com, Le Blog News & Programmes Télé, 26 septembre 2014 (consulté le 2 octobre 2020).
33. ↑  « L’Île des vérités 4 : Mike quitte l’aventure, Beverly de retour, et NRJ12 gagne des (...) », sur toutelatele.com, 26 septembre 2014 (consulté le 2 octobre 2020).
34. 1 2  Benoît, « Toutes les audiences télé du vendredi 26/09/14, en journée... », sur blog.com, Le Blog News & Programmes Télé, 27 septembre 2014 (consulté le 2 octobre 2020).
35. ↑  « Le Mag et les bons débuts de Friends Trip sauvent l’access de NRJ12 », sur toutelatele.com, 30 septembre 2014 (consulté le 2 octobre 2020).
36. ↑  Benoît, « Toutes les audiences télé du mardi 30 septembre 2014, en journée... », sur blog.com, Le Blog News & Programmes Télé, 1er octobre 2014 (consulté le 2 octobre 2020).
37. ↑  Benoît, « Toutes les audiences télé du mercredi 1er octobre 2014, en journée... », sur blog.com, Le Blog News & Programmes Télé, 2 octobre 2014 (consulté le 2 octobre 2020).
38. ↑  Benoît, « Toutes les audiences télé du jeudi 2/10/2014, en journée... », sur blog.com, Le Blog News & Programmes Télé, 3 octobre 2014 (consulté le 2 octobre 2020).
39. ↑  Benoît, « Toutes les audiences télé du vendredi 3/10/14, en journée... », sur blog.com, Le Blog News & Programmes Télé, 4 octobre 2014 (consulté le 2 octobre 2020).